# Alsterhaus

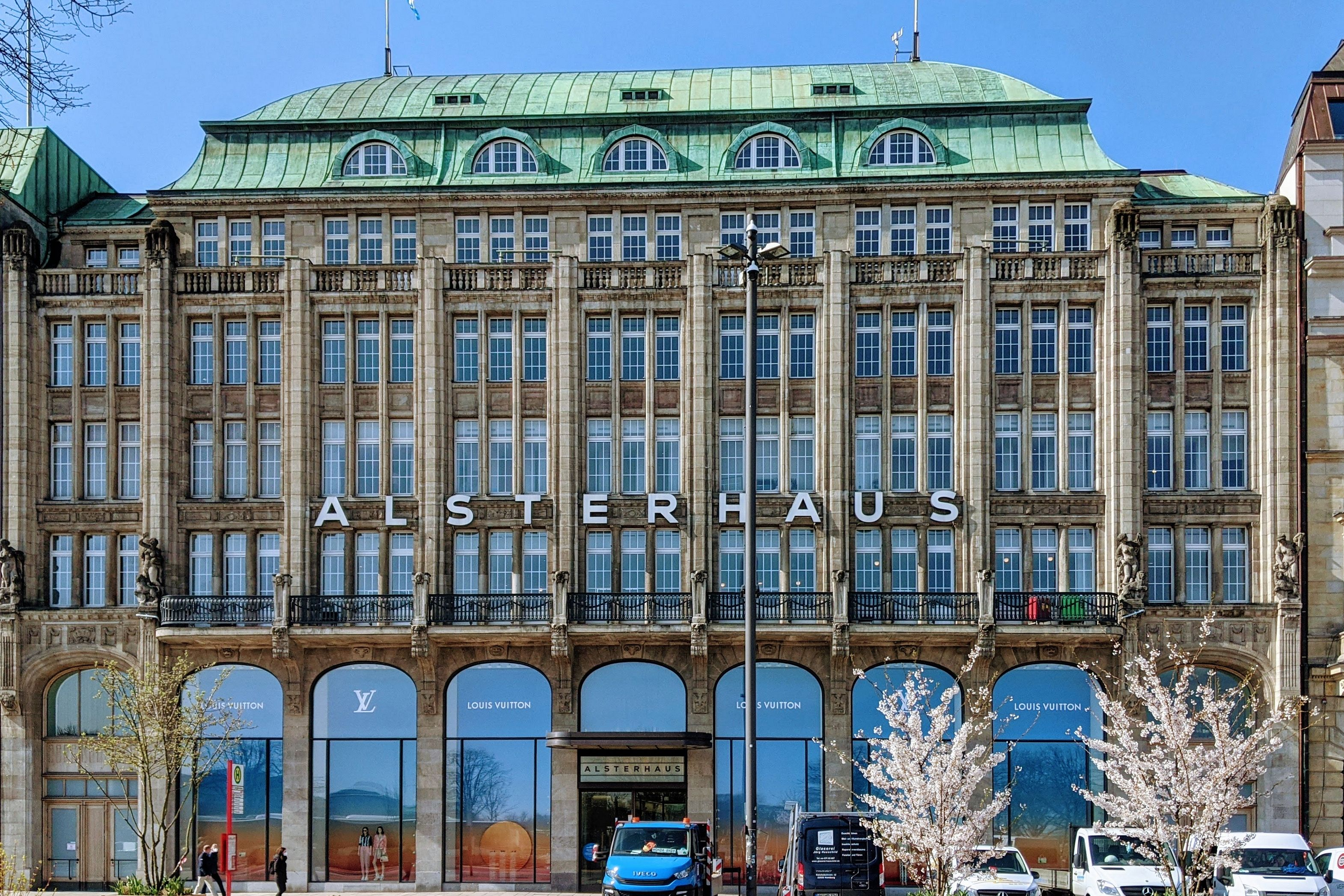
Alsterhaus, 2021

Alsterhaus är ett varuhus på Jungfernstieg i Hamburg som öppnades 1911. Det ingår idag i Karstadts Karstadt Premium Group tillsammans med KaDeWe i Berlin och Oberpollinger i München. Varuhuset öppnades av köpmannen Oscar Tietz från Gera som Warenhaus Hermann Tietz. Tietz tvingades lämna sitt företag av nazisterna som en i del i ariseringen av judiskt ägde företag. Hermann Tietz blev istället Hertie och varuhuset fick 1935 sitt nuvarande namn. 